# Stephens Island (ö i Australien, Queensland, Torres Strait Island)
Stephens Island är en ö i Australien. Den ligger i kommunen Torres Strait Island och delstaten Queensland, omkring 2 200 kilometer nordväst om delstatshuvudstaden Brisbane.
Savannklimat råder i trakten. Genomsnittlig årsnederbörd är 1 553 millimeter. Den regnigaste månaden är januari, med i genomsnitt 274 mm nederbörd, och den torraste är augusti, med 20 mm nederbörd.